# Charleston (Missisipi)
Charleston – miasto w Stanach Zjednoczonych, w stanie Missisipi, siedziba administracyjna hrabstwa Tallahatchie.